# Win Win
Win Win (bra: Ganhar ou Ganhar - A Vida é um Jogo) é um filme americano de 2011, do gênero comédia dramática, dirigido por Thomas McCarthy, com roteiro dele e Joe Tiboni, e estrelado por Paul Giamatti, Amy Ryan, Bobby Cannavale, Jeffrey Tambor e Alex Shaffer.

## Sinopse
Advogado malsucedido que vive de pequenos golpes e treina o time de luta livre da escola do bairro envolve um cliente numa esquema para fraudar sua aposentadoria. Tudo ia bem, até que o neto desse cliente começa a questionar seus métodos e sua relação com o advogado.

## Elenco
- Paul Giamatti como Mike Flaherty
- Amy Ryan como Jackie Flaherty
- Bobby Cannavale como Terry Delfino
- Jeffrey Tambor como Stephen Vigman
- Alex Shaffer como Kyle Timmons
- Burt Young como Leo Poplar
- Melanie Lynskey como Cindy
- Margo Martindale como Eleanor
- David Thmpson como Stemler
- Sharon Wilkins como Juíza Lee

## Crítica
Win Win foi bem recebido pela crítica especializada. No site Rotten Tomatoes o filme possui um indíce de aprovação de 94%, baseado em 162 resenhas, com uma nota média de 7,8/10. O consendo é "Personagens ricos e marvilhosos e atuações fortes povoam Win Win, com o diretor/roteirista Thomas McCarthy continuando a emergir como um grande humanista americano". No agregador Metacritic o filme tem um indíce de 75/100, baseado em 34 resenhas, indicando "críticas geralmente favoráveis".